# Przełęcz Gromadzka

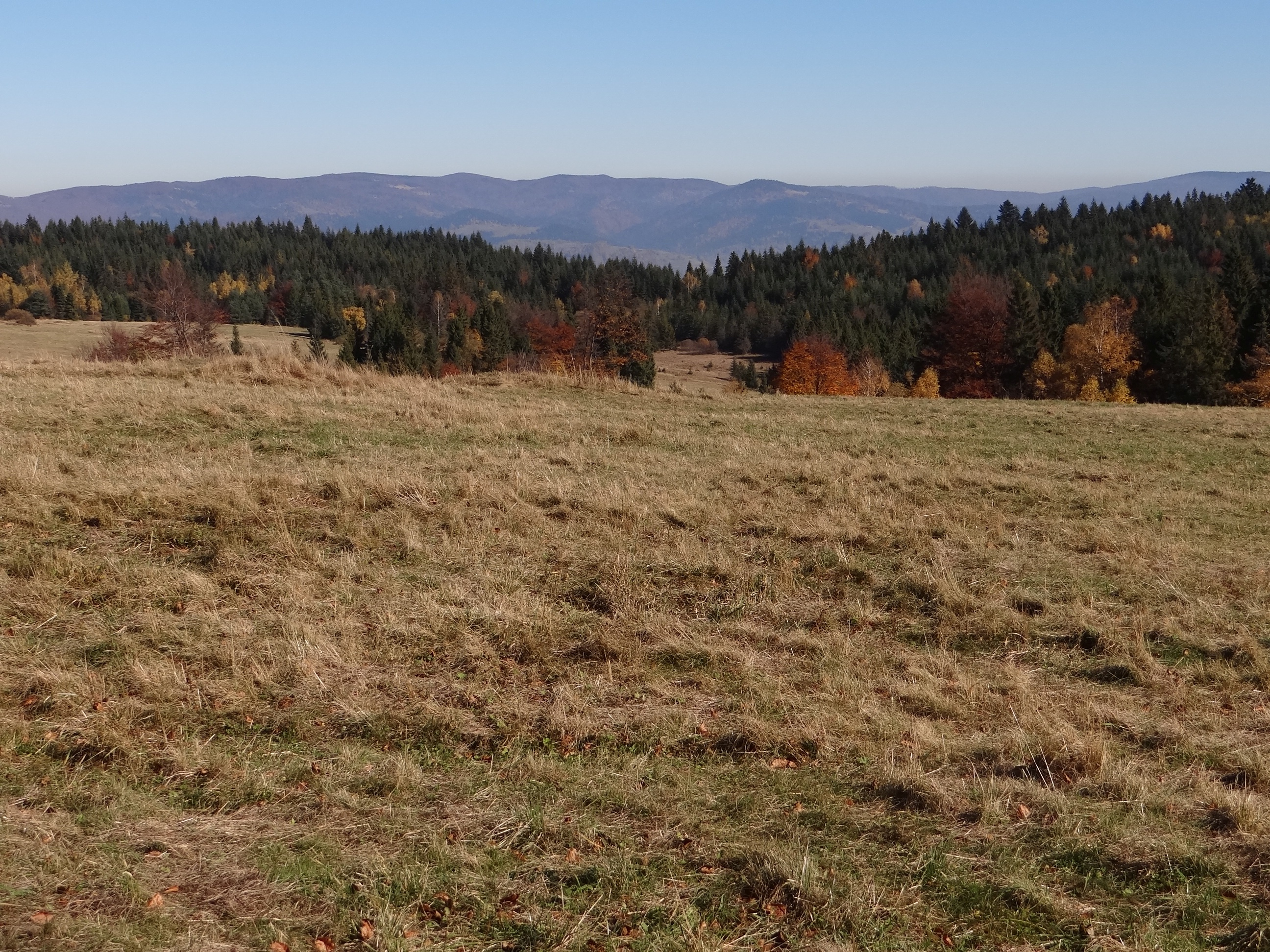
Widok z litmanowskich łąk na Hurcałkach na Gromadzką Przełęcz i Pasmo Jaworzyny

Przełęcz Gromadzka (938 m) – szeroka, mało wyraźna przełęcz położona w Beskidzie Sądeckim. Znajduje się w grzbiecie łączącym Wielkiego Rogacza poprzez Okrúhlę z Eliaszówką, na granicy polsko-słowackiej. Nie jest to przełęcz zwornikowa, jak podają niektóre przewodniki. Istotnie, w jej rejonie znajduje się zwornik 943,2 m dla grzbietu, który odbiega na południe do przełęczy Rozdziela, a następnie przechodzi w Małe Pieniny, jednak znajduje się on nieco na północny zachód od przełęczy. Ponieważ jednak zwornik ten znajduje się na niemal płaskim w tym miejscu grzbiecie, w terenie trudne jest dokładne zlokalizowanie Gromadzkiej Przełęczy i tegoż zwornika. Aby zaakcentować, że zwornik dla grzbietu do przełęczy Rozdziela nie znajduje się na Przełęczy Gromadzkiej, na nowych mapach wprowadzono wcześniej nie wyróżnianą i również zupełnie niewybitną przełęcz Obidza po zachodniej stronie tegoż zwornika.
Północne stoki Przełęczy Gromadzkiej opadają do doliny potoku Czercz, południowe do doliny potoku Wielki Lipnik. Przełęcz Gromaszką uznaje się za umowną granicę między Pasmem Radziejowej a Pogórzem Popradzkim. Granica ta biegnie od Popradu doliną Czercza, przez Gromadzką Przełęcz i dolinę potoku Wielki Lipnik.
Przełęcz znajduje się w granicach miasta Piwniczna-Zdrój w województwie małopolskim, w powiecie nowosądeckim. Dochodzą tu zabudowania przysiółka Obidza. Tuż poniżej przełęczy, na jej północnych stokach znajdują się dwa schroniska – gospodarstwa agroturystyczne: Bacówka na Obidzy i Chatka Wątorówka. Z rzadkich w Polsce roślin w rejonie przełęczy występuje ostrożeń dwubarwny.
Przełęcz Gromadzka i pobliskie tereny są na dość dużym obszarze bezleśne, co sprawia, że są one dobrym punktem widokowym. Po północnej stronie Przełęczy Gromadzkiej znajduje się polana i przysiółek Obidza z widokami na Beskid Sądecki i dolinę Popradu, na głównym grzbiecie do Małego Rogacza znajduje się polana Litawcowa z widokami na Pieniny i Tatry, wzdłuż bocznego grzbietu od punktu zwornikowego do Szczoba po słowackiej stronie ciągnie się również długa polana. Jest tu ponadto węzeł szlaków turystycznych.

## Szlaki turystyczne[4]
pieszy niebieski szlak turystyczny Tarnów – Wielki Rogacz na odcinku przełęcz Rozdziela – Przełęcz Gromadzka – Wielki Rogacz:
- z Rozdzieli 1 h (z powrotem 0:55 h)
- z Wielkiego Rogacza 0.45 h (z powrotem 0:55 h)

 pieszy czerwony Jaworki – Gromadzka Przełęcz – Piwniczna-Zdrój:
- z Jaworek 2 h (z powrotem 1:35 h)
- z centrum Piwnicznej 2:45 h (z powrotem 2:15 h)

 pieszy zielony Piwniczna-Zdrój – Eliaszówka – Przełęcz Gromadzka:
- z Eliaszówki 0:40 h (z powrotem 0:45 h), z centrum Piwnicznej 2:40 h (z powrotem 2.15 h)

 rowerowy zielony Jaworki – Gromadzka Przełęcz – Wielki Rogacz – Kosarzyska
 Transbeskidzki Szlak Konny na odcinku Jaworki – Gromadzka Przełęcz – Piwniczna-Zdrój